# Am Abend
Am Abend er en tysk stumfilm fra 1910.